# Supercoppa italiana 2022 (pallamano maschile)
La Supercoppa italiana 2022 è stata la 16ª edizione del torneo di pallamano riservato alle squadre vincitrici, l'anno precedente, della Serie A e della Coppa Italia.
Essa è organizzata dalla FIGH, la federazione italiana di pallamano e si è svolto il 21 dicembre 2022, nell'ambito del Supercoppa Day, che comprende le sfide maschile e femminile nella stessa giornata.
A vincere il trofeo è stato il Conversano, che ha difeso il titolo per il terzo anno di fila battendo il Sassari per 30-29.

## Partecipanti
| Squadre    | Qualificazione               | Partecipazioni precedenti (il grassetto indica la vittoria) |
| ---------- | ---------------------------- | ----------------------------------------------------------- |
| Conversano | Vincitore del campionato     | 5 (2006, 2009, 2011, 2020, 2021)                            |
| Sassari    | Vincitore della Coppa Italia | Debuttante                                                  |

## Tabellino
| Arbitri: | Stefano Riello (Torri di Quartesolo) Nicolò Panetta (Perinaldo) |

|                                                                                             |           |                                                                             |
| Wròbel 9 Iachemet 4 Souid 4 Marrochi 3 Nelson 3 Arakaki 2 Degiorgio 2 Sciorsci 2 Possamai 1 | Marcatori | Hamouda 7 Malandrin 7 Bronzo 5 Brzić 5 Nardin 2 Aldini 1 Grbavac 1 Querín 1 |